# شبکه شش رنگ
«شش‌رنگ»، شبکه لزبین‌ها و ترنسجندرهای ایرانی است.

## محتوا و فعالیت ها
سازمان «شش رنگ»، شبکه لزبین‌ها و ترنسجندرهای ایرانی، از سازمان‌های حقوق‌ بشری خواست مانع قربانی‌شدن دو فعال حقوق اقلیت‌های جنسی زندانی درایران به نام های زهرا صدیقی همدانی و الهام چوبدار شد. باوجود فشار های حقوق بشری حکم اعدام برای این دو زندانی صادر شد و با توجه فشار های بین المللی و تلاش های شبکه شش رنگ این دو زندگی آزاد شده و به کشوری امن منتقل شدند. این در حالی بود که خبرگزاری های وابسته به جمهوری اسلامی به این دو زندانی اتهام فساد و قاچاق دختران را داده بودند.
انتشار مقاله زخم های پنهان که موسسه شش رنگ مسائل جامعه ال‌جی‌بی‌تی می‌پردازد، با انتشار نتیجه تحقیقات خود در گزارشی با نام "زخم‌های پنهان" از در و رنج های جامعه ال جی بی تی  می‌گوید.
راهپیمایی و اعتراضات در برلین به دعوت حامد اسماعیلیون.
تاسیس اولین پلتفرم ثبت ‌خشونت علیه افراد ال‌جی‌بی‌تی‌کیو ایرانی ساخته شبکه شش رنگ.
قتل علیرضا فاضل منفرد جوان اهوازی به دست مردان خانواده و تلاش شش رنگ برای دادخواهی این قتل ابتدا خبر فوت علیرضا فاضل منفرد از طرف امیرا ذوالقدری کنشگر و فعال حقوق بشر انتشار و بعد به کمک تیم شش رنگ رسانه ای شد.
شادی امین، مدیر شبکه شش‌رنگ، در مراسم اعطای جایزه بین‌المللی رویت‌پذیری لزبین‌ها در تنریف اسپانیا، جایزه خود را به نیکا شاکرمی و آرمان‌هایش تقدیم کرد.

## مدیریت و کارکنان
شادی امین پس از انقلاب ۱۳۵۷، فعالیت سیاسی خود را به عنوان هوادار سازمان چریک‌های فدائی خلق آغاز کرد و پس از انشعاب آن سازمان، به جناح سازمان فدائیان خلق (اقلیت) پیوست. وی در سال‌های بعد فعالیت خود با تمرکز بر مسائل زنان و همجنس‌گرایان زن ادامه داد. چندین کتاب دربارهٔ تجربه زندگی همجنس‌گرایان و ترنسجندر‌ها در ایران و ده‌ها مقاله و سخنرانی، حاصل فعالیت‌های او در این حوزه است. او در سال ۱۹۹۷ در یکی از نخستین جلسات عمومی مربوط به وضعیت همجنسگرایان در جامعه ایرانی خارج از کشور (برلین) با عنوان «همجنس‌گرایی و برخورد ایرانیان با آن» سخنرانی کرده، و به این ترتیب فعالیت در حوزه حقوق همجنس‌گرایان جامعه ایرانی را به صورت علنی آغاز کرد. شادی امین در حال حاضر مدیر سازمان شش‌رنگ (شبکه لزبین‌ها و ترنسجندرهای ایرانی) و مدیر سازمان عدالت برای ایران است.
ملیکا زر ،زن لزبین ، کنشگر ، فعال حقوق کوییر  و مدافع جنبش زن زندگی آزادی است.